# Kalliopauha (klippa)
Kalliopauha är en ö i Finland. Den ligger i Bottenviken och i kommunen Karleby i den ekonomiska regionen  Karleby i landskapet Mellersta Österbotten, i den nordvästra delen av landet. Ön ligger omkring 32 kilometer nordöst om Karleby och omkring 440 kilometer norr om Helsingfors.
Öns area är 0,7 hektar och dess största längd är 130 meter i öst-västlig riktning. I omgivningarna runt Kalliopauha växer i huvudsak blandskog. Närmaste större samhälle är Himango, 4,7 km öster om Kalliopauha.